# Oskar Schwalm
Wilhelm Oskar Schwalm (* 11. September 1856 in Erfurt; † 11. Februar 1936 in Berlin-Lichterfelde) war ein deutscher Komponist und Musikverleger.

## Leben
Schwalm studierte 1879–1882 am Leipziger Konservatorium insbesondere bei Carl Reinecke und Salomon Jadassohn. Darauf arbeitete er als Pianist und als Musikkritiker für Leipziger Zeitungen. 1886–1888 gab er die Neue Zeitschrift für Musik heraus und leitete von 1886 bis 1889 den Leipziger Musikverlag C. F. Kahnt Nachfolger. Er verlegte Werke von Carl Maria von Weber, Peter Cornelius und Franz Liszt und wurde Direktor des Allgemeinen Musikvereins. Er war Mitglied der Leipziger Freimaurerloge Apollo.
Schwalm komponierte Lieder und Klaviermusik (wie Drei Charakterstücke, op. 1 (1881), Zwei Praeludien und Fugen, op. 2 (1882), Drei musikalische Etüden, op. 12 (1885)). Für Unterrichtszwecke sammelte und bearbeitete er Lieder: Liedersammlung: 122 zwei- und dreistimmige Lieder (Becher, Hannover 1885) und die Liedersammlung für Schulen: 141 ein-, zwei- und dreistimmige Lieder (Hermann Gesenius, Halle 1893). 1888 veröffentlichte er einen Katechismus der Musik mit kurzen Erklärungen der Musik-Grundbegriffe, den Hugo Riemann in sein Musik-Taschenbuch aufnahm.
1889 wechselte Schwalm nach Berlin und leitete zunächst die dortige Filiale der Julius Blüthner Pianofortefabrik. Von 1904 bis 1921 war er mit seiner eigenen Firma Blüthner’s Piano-Magazin bzw. ab 1907 Oskar Schwalm’s Piano-Magazin selbständiger Blüthner-Alleinvertreter für Groß-Berlin und Umgebung. Anschließend übernahm Schwalm die Berliner Vertretung für Feurich Pianos.
1906/07 errichtete das Konservatorium der Musik Klindworth-Scharwenka einen Neubau an der Genthiner Straße 11 (heute Nr. 26), verbunden mit zwei großen Konzertsälen, die über die Lützowstraße 76 zu erreichen waren: den Klindworth-Scharwenka-Saal (Kapazität: 540 Personen) und den Blüthner-Saal (mit einer Walcker-Orgel, 1.200 Personen), beide Säle ließen sich bei Bedarf zu einem einzigen Raum verbinden. Die Bauausführung übernahm die Firma von Hofmaurermeister Gustav Clemens zusammen mit dem Architekten Franz Hildebrandt. Die Konzertsäle wurden an Oskar Schwalm verpachtet und von ihm für verschiedenste Konzerte vermietet.
Der Blüthner-Saal erhielt ein eigenes Orchester, das Blüthner-Orchester. Schwalm beteiligte sich an der Finanzierung sowohl der Konzertsäle als auch des Orchesters und erwarb 1913 den gesamten Gebäudekomplex.
Die beiden Säle lagen im ersten Obergeschoss des Gebäudes, im Erdgeschoss lag Schwalms Piano-Magazin. Zusätzlich eröffnete Schwalm dort 1921 den Feurich-Saal (350 Personen), der bereits 1932 aus wirtschaftlichen Gründen wieder schließt.
Die Säle wurden im Herbst 1927 umfangreich renoviert, der Blüthner-Saal in Bach-Saal umbenannt; 1949 wurde er durch einen Brand zerstört.
Der Klindworth-Scharwenka-Saal, 1927 nach seinem zeitweiligen Pächter in Schwechten-Saal, 1931 in Robert Schumann-Saal umbenannt, dient seit 1965 als Aktenlager eines Sanitär-Großhändlers.
1942 verkauften Schwalms Erben das Gebäude an die Stadt Berlin, der Gebäudeteil an der Genthiner Straße wurde im Zweiten Weltkrieg zerstört.

## Familie
Oskar Schwalm war in erster Ehe mit Hedwig Blüthner (* 1858, † 1888), einer Tochter des Klavierfabrikanten Julius Blüthner verheiratet. Das Paar hatte eine Tochter, Alice (* 1888, † 1975). 1898 heiratete er Rosa Simons (* 1866, † 1936). Die gemeinsame Tochter Hedwig (* 1899, † 1945) war von 1929 bis 1932 mit dem Pianisten Michael Raucheisen verheiratet.
Schwalms Bruder Robert (* 1845, † 1912), ebenfalls Schüler des Leipziger Konservatoriums, war ein vielseitiger Komponist.